# 溶江乡
溶江乡，是中华人民共和国浙江省丽水市缙云县下辖的一个乡镇级行政单位。

## 行政区划
溶江乡下辖以下地区：
花楼山村、陈村、大雅畈村、石上村、新西坑村、洪坑桥村、田洋村、岩门村、雅江村、大黄村和山坑村。